# Carl Olof Björling
Carl Olof Björling, född 16 september 1804, död 20 januari 1884, var en svensk teolog. Han tillhörde släkten Björling från Säter.
År 1830 promoverades Björling till filosofie magister i Uppsala, samma år blev han lärare vid gymnasiet i Gävle, 1844 teologie doktor, 1846 kyrkoherde i Arboga stadsförsamling, 1852 domprost och 1866 biskop i Västerås stift. Björlingska kyrkogården i Västerås är namngiven efter honom.
Björling var i alla frågor utpräglat konservativ, motståndare till representationsreformen och till kraven på konfessionell frihet. Hans teologiska huvudarbete Den christliga dogmatiken (1866–77) bär samma konservativa prägel. Björling var däremot en ivrig förkämpe för bättre prästutbildning och för att kyrkan skulle uppta hednamission. Han deltog även i revisionen av katekesen och kyrkohandboken. Björling är begraven på Östra kyrkogården i Västerås.